# Берниер сюр Сен
Берниер сюр Сен (на френски: Bernières-sur-Seine) е село в департамент Йор на регион Горна Нормандия, северна Франция. Населението му е около 328 души (2011).
Разположено е на около 20 m надморска височина в Парижкия басейн, на левия бряг на река Сена и на 30 km югоизточно от град Руан. Селото вече съществува в края на XVIII век, а до 1946 година се нарича Берниер.